# Haushaltsoptimum
Als Haushaltsoptimum (auch Haushaltsgleichgewicht oder Konsumoptimum) bezeichnet man in der mikroökonomischen Haushaltstheorie diejenige Konsumentscheidung eines Individuums, die es von allen ihm zur Verfügung stehenden am stärksten präferiert.
Der Optimierungsprozess geht dabei von folgenden Annahmen aus:
1. Die Individuen besitzen Präferenzen bezüglich der möglichen Güterkombinationen, das heißt, sie können grundsätzlich entscheiden, ob sie eine Güterkombination einer anderen vorziehen oder aber indifferent sind (Analyse über Indifferenzkurvensysteme).
2. Die Individuen treffen ihre Konsumentscheidung auf Basis eines begrenzten Budgets (Instrumentalisierung über die Budgetgerade).

Mathematisch handelt es sich beim Haushaltsgleichgewicht um eine Maximierung unter Nebenbedingungen.

## Bestimmung des Haushaltsoptimums

### Indifferenzkurven

Indifferenzkurven: Güterkombination A ist aus Sicht des Individuums schlechter als Güterkombination B

Eine Indifferenzkurve (lat. indifferens: „sich nicht unterscheidend“) ist die Menge aller Güterbündel, die vom Haushalt gleich gut bewertet werden, denen der Haushalt also indifferent gegenübersteht. Dabei geht man davon aus, dass solche Indifferenzkurven durch Befragen und/oder Beobachten des Haushaltes gewonnen werden können. 
Unter gewissen Annahmen (siehe den Hauptartikel: Indifferenzkurve) existieren im zwei-dimensionalen (bzw. n-dimensionalen) reellen Güterraum unendlich viele konvexe Indifferenzkurven. Unterstellt man Nichtsättigung (mehr ist besser) so werden größere Güterbündel vorgezogen und liegen daher auf höheren Indifferenzkurven. Indifferenzkurven haben dann eine negative Steigung. Die Indifferenzkurve mit dem Punkt A enthält von allen eingezeichneten Kurven die am wenigsten, die Kurve mit dem Punkt D die am höchsten geschätzten Kombinationen. Zwischen den eingezeichneten Kurven liegen noch unendlich viele andere. 
Den Absolutbetrag der Steigung {\displaystyle {\tfrac {dx_{2}}{dx_{1}}}} einer Indifferenzkurve bezeichnet man als Grenzrate der Substitution. Sie gibt an, wie viele Einheiten von Gut 2 ein Individuum erhalten muss, wenn es eine (marginale) Einheit von Gut 1 abgibt und das ursprüngliche Nutzenniveau bewahren will.

### Budgetgerade

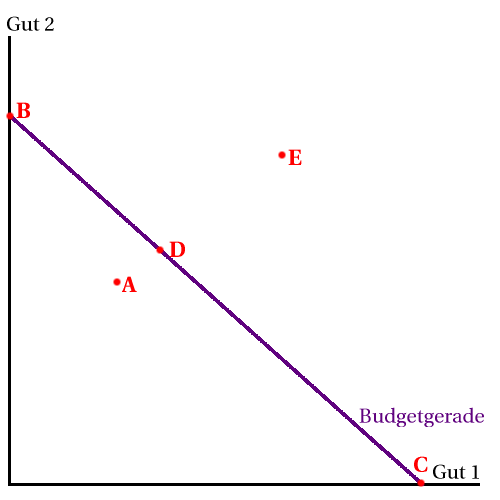
Budgetgerade: Der Haushalt kann sich zwar Güterkombination D leisten, nicht jedoch E.

Angenommen, ein Individuum verfüge über ein exogen gegebenes Einkommen und sehe sich einem bestimmten Vektor von – als unbeeinflussbar empfundenen – Preisen der Konsumgüter gegenüber. Die Budgetgerade (auch Konsummöglichkeitsgrenze, Budgetrestriktion, Bilanzgerade) stellt dann alle Kombinationen von Güterbündeln dar, die sich das Individuum mit seinem Einkommen gerade noch leisten kann.
Gibt es {\displaystyle n>1} Güter {\displaystyle x=(x_{1},\ldots ,x_{n})} mit Preisen {\displaystyle p=(p_{1},\ldots ,p_{n})} und verfügt das Individuum über ein Einkommen von {\displaystyle y}, so ist die Budgetmenge gegeben durch
{\displaystyle B(y,p_{1},\ldots ,p_{n}):=\{x|p\cdot x\leq y\}}.
Die Budgetgerade ist jene Teilmenge von {\displaystyle B}, in welcher die schwache Ungleichung mit Gleichheit erfüllt ist, d. h., wo das Einkommen vollständig verausgabt wird. Für {\displaystyle n=2} ist sie in nebenstehender Zeichnung exemplarisch dargestellt. Punkt A liegt nicht auf der Budgetgeraden, sondern unterhalb, d. h., dass nicht das gesamte verfügbare Budget für die beiden zur Verfügung stehenden Güter verbraucht wird. Punkt E ist nicht erreichbar: dafür reicht das Budget nicht (der Haushalt müsste sich dafür verschulden). In Punkt B wird nichts von Gut 1 konsumiert, sondern nur Gut 2 in einer Menge von {\displaystyle y/p_{2}}. Umgekehrt gilt dies für Punkt C. In Punkt D wird das gesamte verfügbare Einkommen ausgegeben und auf Gut 1 und Gut 2 verteilt.
In der negativen Steigung der Budgetgeraden kommt zum Ausdruck, dass bei gegebenem Einkommen ein Mehr an Konsum für Gut 1 mit einem Weniger an Konsum von Gut 2 verbunden ist. Die budgetären Opportunitätskosten entsprechen dem Preisverhältnis:

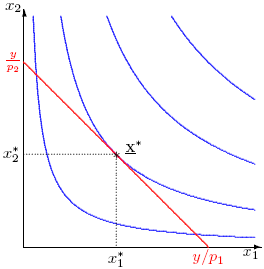
Das Haushaltsoptimum

{\displaystyle -{\tfrac {p_{i}}{p_{j}}}}

### Haushaltsoptimum
Zeichnet man in das obige Indifferenzkurvensystem (mit unendlich vielen Indifferenzkurven, von denen nur einige exemplarisch gegeben sind) die Budgetgerade ein, so erkennt man, dass das Haushaltsoptimum durch einen Tangentialpunkt gegeben ist. Im Haushaltsoptimum ist also die Steigung der Indifferenzkurve gleich der Steigung der Budgetgerade:
{\displaystyle {\frac {dx_{2}}{dx_{1}}}=-{\frac {p_{1}}{p_{2}}}}
Im Optimum ist die Grenzrate der Substitution {\displaystyle -{\tfrac {dx_{2}}{dx_{1}}}} gleich dem Preisverhältnis {\displaystyle {\tfrac {p_{1}}{p_{2}}}}.

## Haushaltsoptimum und Nutzenfunktion

### Ordinale Nutzenfunktion
Man beachte, dass für die Bestimmung des Haushaltsoptimums und seiner wichtigsten Eigenschaft nicht das Konzept eines (messbaren, kardinalen) Nutzens benötigt wurde. Darauf hat zuerst Vilfredo Pareto aufmerksam gemacht. Häufig will man aber die Präferenzen bzw. die Indifferenzkurven durch mathematische Funktionen beschreiben. Dazu wird in folgender Weise ein ordinaler Nutzen eingeführt:
Jedem Punkt {\displaystyle x} im Indifferenzkurvensystem wird ein Nutzenindex {\displaystyle u(x)} zugeordnet, der folgende Bedingungen erfüllt, sonst aber beliebig ist:
1. Zwei Punkte, zwischen denen das Individuum indifferent ist, die also auf der gleichen Indifferenzkurve liegen, erhalten den gleichen Nutzenindex; jede Indifferenzkurve ist damit durch einen festen Wert gekennzeichnet.
2. Wird eine Kombination einer anderen vorgezogen, so erhält sie einen höheren Nutzenindex.

Die so definierte Nutzenfunktion ist monoton (wegen der Nichtsättigung) und quasikonkav (wegen der Konvexität der Indifferenzkurven), aber nicht unbedingt konkav. Sie ist nicht eindeutig, da eine monotone Transformationen einer möglichen Nutzenfunktion das gleiche Indifferenzkurvensystem beschreibt.
Die erste Ableitung der Nutzenfunktion nach der Menge eines der Konsumgüter {\displaystyle {\tfrac {\partial u}{\partial x_{i}}}} wird als Grenznutzen dieses Gutes bezeichnet.
Es gilt für {\displaystyle u(x)} die Beziehung (siehe Totales Differential)
{\displaystyle \mathrm {d} u(x_{1},x_{2})={\frac {\partial u}{\partial x_{1}}}dx_{1}+{\frac {\partial u}{\partial x_{2}}}dx_{2}}
Daraus ergibt sich für eine Indifferenzkurve ({\displaystyle \mathrm {d} u=0}):
{\displaystyle {\frac {dx_{2}}{dx_{1}}}=-{\frac {\frac {\partial u}{\partial x_{1}}}{\frac {\partial u}{\partial x_{2}}}}}
Die Grenzrate der Substitution von Gut 2 zu Gut 1 ist gleich dem negativen Verhältnis der Grenznutzen von Gut 1 zu Gut 2. Da die Grenzrate der Substitution im Haushaltsoptimum gleich dem negativen Preisverhältnis ist, ergibt sich im Haushaltsoptimum
{\displaystyle {\frac {p_{1}}{p_{2}}}={\frac {\frac {\partial u}{\partial x_{1}}}{\frac {\partial u}{\partial x_{2}}}}}
Diese Beziehung stellt das Zweite Gossensche Gesetz dar. Man beachte, dass diese Beziehung sich bei monotoner Transformation von {\displaystyle u(x)} nicht ändert, und somit nicht vom jeweils gewählten Repräsentanten der ordinalen Nutzenfunktion abhängt.

### Beispiel
Ein Haushalt möchte bei einem Einkommen von {\displaystyle y=10} Euro und bei den Preisen von {\displaystyle p_{1}=1} und {\displaystyle p_{2}=1} sein Haushaltsoptimum bestimmen. Die Nutzenfunktion sei gegeben durch die Cobb-Douglas-Funktion {\displaystyle u(x_{1},x_{2})=x_{1}\cdot x_{2}}
Dann gilt:
{\displaystyle {\frac {p_{1}}{p_{2}}}={\frac {\frac {\partial u}{\partial x_{1}}}{\frac {\partial u}{\partial x_{2}}}}={\frac {x_{2}}{x_{1}}}}
und somit
{\displaystyle p_{1}x_{1}=p_{2}x_{2}\quad }
Eingesetzt in die Budgetbedingung erhält man:
{\displaystyle p_{1}x_{1}+p_{2}x_{2}=y\quad }
und somit als Nachfrage nach Gut 1 im Haushaltsoptimum:
{\displaystyle x_{1}={\tfrac {y}{2p_{1}}}=5}
und entsprechend für Gut 2:
{\displaystyle x_{2}={\tfrac {y}{2p_{2}}}=5}
Man beachte, dass eine monotone Transformation der Nutzenfunktion, z. B. {\displaystyle u(x_{1},x_{2})=\ln(x_{1})+\ln(x_{2})}, bei gegebenen Preisen und Einkommen zum gleichen Haushaltsoptimum führt.

### Bestimmung des Haushaltsoptimums mit Hilfe der Lagrangefunktion

Nutzengebirge

Nutzenmaximierung unter Nebenbedingungen – das Haushaltsoptimum

Die mikroökonomische Haushaltstheorie geht davon aus, dass Individuen ihren Nutzen maximieren, wobei ihre Konsummöglichkeiten durch die Höhe des (in diesem Zusammenhang als fix vorgegeben unterstellten) Einkommens begrenzt sind.
Formal lässt sich dies wie folgt darstellen:
{\displaystyle \max _{x_{1},\ldots ,x_{n}}U(x_{1},\ldots ,x_{n})\quad } unter der Nebenbedingung {\displaystyle \quad \sum _{i=1}^{n}p_{i}x_{i}\leq y}
{\displaystyle U} = Nutzenfunktion, {\displaystyle x_{i}} = Konsummenge des Gutes {\displaystyle i}, {\displaystyle p_{i}} = Preis des Konsumgutes {\displaystyle i}, {\displaystyle n} = Anzahl der Konsumgüter, {\displaystyle Y} = Einkommen.
Dieses Maximierungsproblem unter Nebenbedingungen lässt sich mit folgendem Lagrange-Ansatz lösen:
{\displaystyle {\mathcal {L}}=U(x_{1},\ldots ,x_{n})+\lambda (y-p\cdot x)}
Die (unter den getroffenen Annahmen notwendigen und hinreichenden) Bedingungen erster Ordnung für eine optimale Konsumallokation lauten: 
{\displaystyle {\frac {\partial {\mathcal {L}}}{\partial x_{i}}}={\frac {\partial U(x_{1},\ldots ,x_{n})}{\partial x_{i}}}-\lambda p_{i}=0\quad \forall \,i}
{\displaystyle {\frac {\partial {\mathcal {L}}}{\partial \lambda }}=y-\sum _{i=1}^{n}p_{i}x_{i}=0}
Die letzte Bedingung stellt fest, dass das gesamte Budget tatsächlich verausgabt wird. Die übrigen Bedingungen stellen fest, dass der mit ihrem Preis gewichtete Grenznutzen einer jeden Konsummenge für alle Güter gleich sein muss (nämlich dem Lagrange-Multiplikator). Der Lagrange-Multiplikator misst den Wert (Schattenpreis), den das Individuum einer Erhöhung des Einkommens {\displaystyle y} (allgemein: einer marginalen Lockerung der Budgetrestriktion) beimisst. Damit erfordert ein optimaler Konsumplan, dass, sollte tatsächlich eine marginal kleine Erhöhung des Einkommens stattfinden, es dem Individuum egal ist, für welches der Güter es dieses Mehr an Einkommen ausgeben würde. 
Für je zwei Güter {\displaystyle i,j} fordern die Optimalitätsbedingungen, dass die Grenzrate der Substitution gleich dem Preisverhältnis ist:
{\displaystyle {\frac {\partial U(x_{1},\ldots ,x_{n})}{\partial x_{i}}}/{\frac {\partial U(x_{1},\ldots ,x_{n})}{\partial x_{j}}}={\frac {p_{i}}{p_{j}}}}.
Dies ist eine sehr intuitive Bedingung: Die Grenzrate der Substitution auf der linken Seite gibt an, wie viel das Individuum maximal von Gut {\displaystyle i} aufzugeben bereit wäre, wenn es dafür eine Einheit mehr von Gut {\displaystyle j} bekommen würde (individuelle Wertschätzung). Das Preisverhältnis auf der rechten Seite gibt an, wie viel das Individuum bei gegebenen Preisen objektiv von Gut {\displaystyle i} aufgeben muss, wenn es eine Einheit mehr von Gut {\displaystyle j} erwerben würde. Bei einem optimierten Konsumplan stimmen individuelle Wertschätzung und Preisverhältnis überein.